# Драфт расширения НХЛ 1978
Драфт рассредоточения НХЛ 1978 года состоялся 15 июня. Драфт стал результатом слияния двух команд, «Кливленд Баронз» и «Миннесота Норт Старз». Национальная хоккейная лига предоставила право собственности на «Норт Старз» владельцам «Баронз», Гордону и Джорджу Гандам III, после того, как их попытка купить домашнюю арену «Баронов» провалилась, и, поскольку Лига боялась, что плохое выступление «Северных звёзд» ослабит зрительский интерес. Чтобы предотвратить исчезновение «Норт Старз», НХЛ позволила Гандам слить их с «Баронз». Ганды стали владеть новой командой, которая использовала имя «Миннесота Норт Старз». Пять игроков не попали в новую команду, но были предложены пяти самым низшим командам НХЛ на драфте рассредоточения, по одному на каждую. Только две команды выбрали игрока, две другие отказались, а ещё одна обменяла свой выбор на дополнительный выбор первого раунда в любительском драфте на следующий день.

## Предпосылка
После сезона 1977/78 владельцы «Кливленд Баронз», Гордон и Джордж Ганды III, пытались купить «Ричфилд Колизеум», но потерпели неудачу. Между тем, интерес фанатов к «Миннесота Норт Старз» снижался, поскольку команда пропустила плей-офф в пяти из шести предыдущих сезонов, и лига опасалась, что франшиза также находится на грани исчезновения. 14 июня 1978 года НХЛ в беспрецедентном порядке одобрила слияние «Баронз» и «Норт Старз», находящихся в собственности Гандов.

## Драфт
Объединённая команда получила название «Миннесота Норт Старз» и заняла место «Баронз» в Дивизионе Адамса. Недавно закончивший карьеру Лу Нанн был назначен генеральным менеджером. Ряд игроков «Баронов» — в частности, вратарь Жиль Мелош, и нападающие Эл МакАдам и Майк Фидлер — пополнили состав «Миннесоты». Кроме того, «Норт Старз» получили первого номера драфта, Бобби Смита, который выиграл Колдер Трофи (лучший новичок НХЛ), и Стива Пейна, забившего 42 гола в своём втором сезоне (1979/80).
Генеральные менеджеры «Миннесоты» (Лу Нанн) и «Кливленда» (Гарри Хауэлл) работали вместе, чтобы выбрать защищённых игроков. Они защищали равное количество игроков от каждой команды. Из «Норт Старз» они решили сохранить Пера-Улофа Брасара, Брэда Максуэлла, Брайана Максуэлла, Глена Шарпли, Тима Янга и вратаря Пита ЛоПрести; от «Баронз» — Майка Фидлера, Рика Хэмптона, Эла МакАдама, Денниса Марука, Грега Смита и вратаря Жиля Мелоша. После того, как «Вашингтон Кэпиталз» и «Сент-Луис Блюз» сделали свой выбор, «Миннесота» смогла добавить другого игрока в свой защищённый список (Рон Занусси), и снова после выбора «Ванкувер Кэнакс» и «Питтсбург Пингвинз» (Боб Стюарт).
15 июня 1978 года, прямо перед любительским драфтом, пяти самым низшим командам было разрешено сделать один выбор из незащищённых игроков «Миннесоты» и «Кливленда». «Вашингтон Кэпиталз» утратили право выбора, но в любительском драфте были допущены дополнительные результаты первого круга. «Сент-Луис Блюз» выбрал Майка Кромбина («Кливленд»), а «Ванкувер Кэнакс» — Рэнди Холта («Кливленд»). «Питтсбург Пингвинз» и «Колорадо Рокиз» отказались выбирать игрока.
| № | Новая команда      | Игрок              | Старая команда  |
| - | ------------------ | ------------------ | --------------- |
| 1 | Вашингтон Кэпиталз | Обмен право выбора |                 |
| 2 | Сент-Луис Блюз     | Майк Кромбин       | Кливленд Баронз |
| 3 | Ванкувер Кэнакс    | Рэнди Холт         | Кливленд Баронз |
| 4 | Питтсбург Пингвинз | Отказ              |                 |
| 5 | Колорадо Рокиз     | Отказ              |                 |

## Последствия
Тринадцать лет спустя, в 1991 году, слияние фактически было отменено, так как Ганды взяли на себя владение экспансией «Сан-Хосе Шаркс» (занимающей тот же рынок, что и «Калифорния Голден Силз» до их переезда в Кливленд), и две команды разделили игроков «Норт Старз» на Драфте расширения 1991 года. «Миннесота Норт Старз» переехала в Даллас в 1993 году и получила название «Даллас Старз».
В 2001 году вновь появилась команда с названием «Кливленд Баронз» — фарм-клуб «Сан-Хосе Шаркс» в АХЛ. Команда просуществовала до 2006 года.
НХЛ не возвращалась в Огайо в течение 22 лет, пока не появился «Коламбус Блю Джекетс» осенью 2000 года.
Деннис Марук стал последним игроком «Баронз» и «Голден Силз», выступавшим в НХЛ, закончив карьеру после сезона 1988/89.